# SHABA
SHABA（シャバ、シェイバ）は、日本のバンド。
2015年5月に京都府で結成され、幾度かのメンバーチェンジを経て2017年に現体制になる。
2022年8月に地元京都でのライブをもって死亡し、見事神話となる。
死亡時のメンバーは山口航佑、ごしょおいくは、サカイボーグの3人。その後全員、OREWAOMAEのメンバーとして活動中。

## 経歴
2015年5月、清田尚吾を中心に京都精華大学の学生で結成。
京都学生祭典でグランプリを受賞。 
2016年1月25日、1st demo 「IRODORI」を無料配布。
5月29日、Dr.オカヒデキが脱退。ひなが加入。
10月10日、2nd demo「今、隣にいる君も」発売。
2017年4月16日、3rd demo「感情線の果て」発売。
同日にBa.清田尚吾が脱退。
5月27日、Gt.相原、Dr.ひなが脱退。結成当初のメンバーが山口のみとなる。
7月1日、Ba.ごしょおいくは加入。前ドラマーひなの脱退報告ツイートが偶然タイムラインに流れて来たことがきっかけで加入に至る。また、加入の決め手は山口とくら寿司に行った際、会計で財布を出す素振りを一切見せなかった事。
10月17日、Dr.サカイボーグ加入。6月の段階で加入が決まっていたが山口とごしょおが先に2人でのアー写を撮影してしまっていた為加入が大幅に遅れた。また、新しいギタリストの加入を待つことなく3ピースバンドとして本格的に再始動していくことになる。
12月19日、4th demo 「恋と戦争」発売。全17箇所にも及ぶリリースツアーも敢行。当時は運転免許所持者が1人もいなかったので、夜行バス、在来線での移動を中心とした地獄のツアーとなる。
2018年3月18日、ツアーセミファイナルとなる八王子RIPSでのライブを前にメンバーの財政が完全に破綻。ヒッチハイクでの東京到達を目指し全員無事到着。この際山口航佑は携帯電話を所持しておらず、ごしょおいくはは土山SAにてCOUNTRY YARDの機材車にピックアップされた挙句、Gt.Hayatoの家に泊めてもらうというミラクルを引き起こす。
7月6日、「京都大作戦2018 前夜祭 牛若ノ舞台 宵山」への出演が決定するも鴨川決壊寸前レベルの大台風が直撃し無念の開催中止。悔しいので配信ライブを開催。
8月8日、DAYRIGHT RECORDSより初の全国流通盤、1st mini album「アカハル。」を発売。全24ヶ所に及ぶAKAHARU TOUR 2018を開催。運転免許所持者がいなかったので前回に続き地獄のツアーと化す。
9月18日、宇都宮で財政破綻し路上にテントを張り1晩明かした後在来線で都内へ移動。銀座のマクドナルドで12時間を潰したあとラジオ日本の番組に生出演し大原優乃や岡田ロビン翔子らとお喋りするというアップサイドダウンな1日を過ごす。
11月16日、京都にて開催された。AKAHARU TOUR 2018 FINALの打ち上げにて山口航佑、ごしょおいくはの2名が五厘刈りになる。長身のフロントメンバー2人の五厘刈りのインパクトは凄まじく、物販に人が寄り付かない事態がしばらく続く。
2018年末、サカイボーグが普通自動車免許を取得。地獄ツアーから解放されるもサカイボーグには新たな地獄が訪れる。

2019年4月1日、2nd mini album 「命が叫びたがってるんだ」を発売。全28ヶ所に及ぶだいちゅきツアー2019開催。
サカイボーグが全箇所ワンマン運転完走の偉業を達成。九州編では長崎でライブを終え10時間の運転で地元の吹田市に帰ってくるも、自宅の最寄りの交番にて男が警察官から拳銃を奪って逃走する事案が発生した為、帰るに帰れない事態に見舞われる。
6月19日、栄Party'zにて開催したKUZIRA、NOSE GRINDとのスリーマン公演がバンド史上初めてのソールドアウトなった。
6月28日、「京都大作戦2019 前夜祭 牛若ノ舞台 宵山」に出演。
11月16日、新Gt.アーサー加入。再び4ピースバンドとして活動していくことになる。
11月29日より東名阪を回るだいだいちゅきツアー2019開催。
東京編がバンド史上2度目となるソールドアウト。

2020年上旬、山口航佑が神奈川県相模原市にある、Made in Me.のメンバーがルームシェアをするアパートに転がり込み遠距離バンドとなる。
4月1日、タワーレコード限定シングル「Irie平和条約」を発売。しかし同日に新型コロナウイルス感染防止の為に発令された1回目の緊急事態宣言の影響でタワーレコード全店が営業自粛。最悪のタイミングで発売された大地獄赤字盤となってしまう。
また、予定していたツアーも全てキャンセルとなってしまいここから1年半にも及ぶ活動休止状態に陥ってしまう。
2021年10月3日、上前津Zionにて1年半ぶりとなるライブ出演。
ごしょおいくはとサカイボーグが定職に付いた為、土日バンドと
して月1ペースでのライブ活動となる。
2022年3月30日、RECORD SHOP ZOO主催のV.A盤「ZOOPANK VA」にておよそ2年ぶりとなる楽曲「声明」を発表。完成に1年を要した超大作である。
6月25日、Gt.アーサーが脱退。4ピースでの活動は継続。
8月26日、地元 京都GROWLYにて開催された3年ぶりの自主企画「SHABA is DEAD !?」にて死亡。見事神話となる。享年7歳。
以降メンバーは全員OREWAOMAEのメンバーとして活動していく。